# Ніцкідорф
Ніцкідорф (рум. Nițchidorf) — село у повіті Тіміш у Румунії. Адміністративний центр комуни Ніцкідорф.
Село розташоване на відстані 380 км на захід від Бухареста, 30 км на південний схід від Тімішоари.

## Населення
За даними перепису населення 2002 року у селі проживали 1194 особи.
Національний склад населення села:
| Національність | Кількість осіб | Відсоток |
| -------------- | -------------- | -------- |
| румуни         | 1082           | 90,6%    |
| українці       | 65             | 5,4%     |
| угорці         | 25             | 2,1%     |
| німці          | 18             | 1,5%     |

Рідною мовою назвали:
| Мова       | Кількість осіб | Відсоток |
| ---------- | -------------- | -------- |
| румунська  | 1107           | 92,7%    |
| українська | 44             | 3,7%     |
| угорська   | 23             | 1,9%     |
| німецька   | 18             | 1,5%     |